# 梁永 (明朝宦官)
梁永（？年—？年），明朝的宦官，万历时期的御马监监丞。

## 生平
万历二十七年（1599年）二月，以税监名义赴陕西征收名马货物，税监原来不带兵，他畜养500匹马，招集一批亡命之徒，用千户乐纲出入边塞。每日吹鼓奏乐，奸淫妇女，劫掠百姓，私自阉割良家子弟数十人，增加税额，索要财物，草菅人命，在陕西各地巡行。他们掘发历代陵墓，并劫掠所过州县。诬陷地方官，所到之处，县令皆逃。陕西民众不堪忍受。富平知县王正志发其奸。梁永杀害廉吏渭南知县而遭到斥责，巡按御史余懋衡赴陕西后以捕盗杀伤其党徒，尽夺其赃物。但差点被他毒死。屡遭弹劾，受帝庇护得免。万历三十四年（1606年），遭到言官的交章弹劾，咸宁知县满朝荐又捕杀其不法爪牙，但在神宗的庇护下，满朝荐被逮下狱，梁永奉召还京回宫。

## 延伸阅读
[在维基数据编辑]
 《明史卷三百〇五》，出自《明史》